# Cumella siamensis
Cumella siamensis är en kräftdjursart som beskrevs av John Todd Zimmer 1952. Cumella siamensis ingår i släktet Cumella och familjen Nannastacidae. Inga underarter finns listade i Catalogue of Life.